# 63. sydlige breddekreds
Den 63. sydlige breddekreds (eller 63 grader sydlig bredde) er en breddekreds, der ligger 63 grader syd for ækvator. Den løber gennem Sydlige Ishav og Antarktis.